# Gmina Novo Goražde
Gmina Novo Goražde (serb. Општина Ново Горажде / Opština Novo Goražde) – gmina w Bośni i Hercegowinie, w Republice Serbskiej. W 2013 roku liczyła 2915 mieszkańców.